# Joaquim Guerra
Joaquim Angélico de Jesus Guerra (* 8. April 1908 in Lavacolhos; † 1993 in Lissabon) war ein portugiesischer Missionar in China, der als Sinologe bekannt wurde.

## Leben
Nachdem er sich 1925 den Jesuiten als Novize im Priesterseminar im galicischen Oya angeschlossen hatte, ging er 1933 als Missionar nach China. Am 3. Juni 1937 wurde er nach Shanghai berufen. Nach seiner Ausweisung 1951 ließ er sich in der damaligen portugiesischen Besitzung Macau nieder, wo er sich der Gründung von Schulen und der Sinologie widmete.
Seit 1970 erschienen von ihm verschiedene Werke, darunter ein Chinesisch-Portugiesisches Wörterbuch, Arbeiten zu Linguistik und Phonetik Chinesischer Sprachen, und Übersetzungen von Werken des Konfuzius und anderer chinesischer Klassiker, darunter die zwischen 1974 und 1984 erschienene, zehnbändige Sammlung Clássicos Chineses, in denen er zusätzlich zu seinen Übersetzungen auch die chinesischen Originaltexte mit umfassenden Kommentaren veröffentlichte.
Er gilt seither als bedeutender Sinologe. Insbesondere seine international erschienenen Structural Semantics (1980) werden in westlichen Betrachtungen etwa des Konfuzius zitiert.
Zu seinem 100. Geburtstag fand in Macau eine Ausstellung mit verschiedenen Vorträgen statt. Auch in seiner Heimat-Kreisstadt Fundão gedachte man seiner zu diesem Anlass mit Veranstaltungen.